# Fédéric-Henri Oury
Pour les articles homonymes, voir Oury.
Fédéric-Henri Oury, aussi Frédéric-Henri Oury, né le 3 mai 1842, à Vendôme, et mort le 6 février 1921, à Marseille, est un prélat catholique français, archevêque d'Alger.

## Biographie
Frédéric-Henri Oury est né le 3 mai 1842, à Vendôme, dans le Loir-et-Cher.
Il est ordonné prêtre, le 23 septembre 1865, au Mans, puis nommé vicaire de La Ferté-Bernard, dans la Sarthe de 1865 à 1869, et aumônier de la Marine, de 1869 à 1885,.
Il est élevé, en sa qualité d'aumônier, à la dignité de chevalier de la Légion d'honneur, le 6 novembre 1877, et décoré par délégation, par Louis Charles Dauriac, commissaire général de la Marine au port de Brest, officier de la Légion d'honneur, le 17 décembre 1877.
Il est nommé évêque de Guadeloupe et Basse-Terre, le 31 janvier 1885, confirmé à ce siège, le 27 mars 1885, et consacré le  21 juin 1885, par Aimé Guilbert, archevêque de Bordeaux.
Il quitte la Guadeloupe pour le diocèse de Fréjus-Toulon, dont il est nommé évêque, le 2 mars 1886, et confirmé, le 10 juin 1886.
Il est nommé assistant au trône pontifical, le 25 juillet 1889.
Il est ensuite transféré à l'évêché de Dijon, où il est nommé, le 3 juin 1890, et confirmé, le 26 juin 1890, puis à Alger, où il est nommé archevêque, le 8 juin 1898, et confirmé, le 28 novembre 1898.
Il est élevé, en sa qualité d'archevêque, à la dignité d'officier de la Légion d'honneur, le 13 août 1900, et décoré, par délégation, par le général Paul Adolphe Grisot, commandant le 19e corps d'armée à Alger, Grand officier de la Légion d'honneur, le 2 octobre 1900.
Il démissionne de son ministère à Alger, le 15 décembre 1907, et reçoit du pape Pie X, le titre d'archevêque émérite d'Alger, puis celui d'archevêque titulaire de Ptolémaïde-en-Thébaïde (de), qu'il conserve jusqu'à sa mort, survenue le 6 février 1921, à Marseille, dans les Bouches-du-Rhône.

## Succession apostolique
Fédéric-Henri Oury a ordonné les évêques suivants :
- Évêque Jean-Baptiste Frérot (fi) (1892)
- Évêque Pierre-Émile Rouard (1896)
- Évêque François-Alexandre Maillet (1898)

## Armes
Taillé cousu de gueules à la croix latine d'or, et d'azur à l'ancre d'argent.